# Grobnica Khavaja Avais Kagha
Grobnica Khawaja Awais Khagga je pomemben sufijski mavzolej v Multanu, na pokopališču Dera Basti, 1,6 kilometra jugozahodno od zgodovinskega središča Multana v Pakistanu.
Zgrajena je bila okoli leta 1300 n. št.

## Arhitektura
Arhitektura grobnice, ki spominja na mavzolej Ismaila Samanija v Buhari iz 10. stoletja, je sestavljena iz kvadratne osnove z vogalnimi stolpiči in kupolo.
Zunanjost grobnice krasijo modro-bele glazirane ploščice, značilna značilnost doline Inda, ki izvira iz zgodnjih multanskih grobnic. Glavna os stavbe je netipična, obrnjena proti jugu, medtem ko islamska tradicija običajno daje prednost obrnjenim proti vzhodu. Ta usmeritev nakazuje sufijske grobnice Suhravardi v Multanu, ki predstavljajo odmik od islamskih norm v korist večverskih tradicij. Vendar pa grobnica ohranja ortodoksnost s svojo proti jugozahodu poravnano kiblo, kar omogoča molitve, usmerjene proti Meki.